# Scooby Doo e la leggenda del Fantosauro
Scooby Doo e la leggenda del Fantosauro (Scooby-Doo! Legend of the Phantosaur) è un film d'animazione del 2011 diretto da Ethan Spaulding.

## Trama
La Mystery Incorporated ha appena risolto un caso ma Shaggy si è spaventato talmente tanto da non riuscire a smettere di urlare, il medico gli ordina di evitare paura e pericolo e cosi Daphne propone a tutti una vacanza in New Mexico a la Serena la S.P.A. di suo zio. Una volta arrivati incontrano uno strana persona, Mr. Hubley, che per aiutare Shaggy lo ipnotizza facendolo diventare coraggioso, facendogli cambiare la sua personalità normale e quella impavida quando sente una parola chiave specifica. Tuttavia, nessuno ricorda di cosa si tratta e come se non bastasse il fantosauro, una leggenda locale, torna in vita.
Ai nostri amici servirà un buon equilibrio tra coraggio e paura, ma non sarà così facile come sembra.
Hubley spiega che il dinosauro fantasma era il "Fantosauro", che la leggenda dice sia stato evocato dai nativi americani per riconquistare la loro terra dai coloni europei. Mentre Fred, Daphne Blake e Velma Dinkley indagano sul sito di scavo alla ricerca di tracce di dinosauri e di quelle che sembrano essere piste di serpenti, Shaggy combatte una banda di motociclisti a un buffet e viene invitato a partecipare a una gara di motociclette dopo aver sentito la parola chiave "cattivo". Più tardi quel giorno, Daphne e Fred assistono al recupero di un dente di dinosauro da parte di membri di una compagnia mineraria. Prima della gara, Daphne insegna a Shaggy come guidare una motocicletta. Dopo aver sentito di nuovo la parola chiave, Shaggy partecipa alla gara e salva il capo dei motociclisti, Tex, dalla caduta da un dirupo, guadagnandosi il suo rispetto. Improvvisamente, il Fantosauro e un gruppo di Velociraptor interrompono la gara.
Nel frattempo, Daphne, Fred e Velma notano un furgone di proprietà della compagnia mineraria contenente cavi e i cui pneumatici corrispondono alle tracce di serpenti che hanno trovato in precedenza. Loro e i motociclisti inondano presto il furgone, rivelando che il Phantosaur era un animatronic gestito da qualcuno che credono volesse spaventare la squadra di Svankmajer in modo che potessero attingere a una miniera d'argento. Quando Hubley arriva, dicendo che la sua attrezzatura per l'ipnoterapia è stata rubata, la Mystery Inc. cerca di indagare ulteriormente, solo per incontrare un altro Phantosaur prima che scompaia.
Il giorno dopo, il gruppo si dirige alla miniera per presentare le prove a Svankmajer, che rivela che il suo campo è stato attaccato e afferma di aver mandato Windsor a casa e di voler fare lo stesso. Tuttavia, il gruppo si rende presto conto che Svankmajer ha assunto degli studenti laureati per fingersi Velociraptor , il secondo Phantosaur era una proiezione che lei e Windsor avevano creato usando l'attrezzatura rubata di Hubley, e hanno usato aria surriscaldata e sverniciatori per ottenere il respiro di fuoco del Phantosaur animatronico. Svankmajer rivela che il suo team aveva trovato uno scheletro di dinosauro conservato in un cristallo di quarzo e ha cercato di spaventare i cittadini di La Serena in modo che potessero reclamarlo per sé. Sebbene gli sverniciatori abbiano fatto esplodere gli esplosivi con cui i paleontologi intendevano sigillare la miniera, Shaggy supera la sua paura ed esce per ottenere aiuto dalla banda di Tex nel salvataggio degli altri.
In seguito, Svankmajer e la sua squadra vengono arrestati mentre Shaggy annulla la sua ipnoterapia, solo per scoprire che Hubley riesce accidentalmente a ipnotizzare il resto della Mystery Inc. facendogli credere che siano Shaggy.

## Influenza culturale
Il 12 ottobre 2017, un utente di YouTube chiamato "Midya" ha pubblicato un video intitolato "Ultra Instinct Shaggy", riproponendo la scena del film della rissa tra Shaggy e la banda di motociclisti con il tema Kyūkyoku no Battle dall'anime di Dragon Ball Super di sottofondo e usando il rallentatore per far sembrare che il personaggio usasse il potere dell'Ultra Istinto, uno stato potenziato nella serie Dragon Ball in cui l'individuo può reagire agli attacchi quasi istintivamente. Il video ha guadagnato milioni di visualizzazioni e ha generato il meme "Ultra Instinct Shaggy" (in italiano Shaggy Ultra Istinto)  che raffigura Shaggy Rogers come un essere onnipotente, con successive fan art che lo mostrano mentre batte con facilità altri personaggi immaginari come Thanos  della Marvel Comics e Son Goku della serie di Dragon Ball. Sono state utilizzate anche immagini fisse e filmati del dietro le quinte del film uscito nel 2002 di Scooby-Doo con sottotitoli creati dai fan, in cui gli attori "parlano" del potere di Shaggy per farlo sembrare davvero un essere così potente.
Allo stesso tempo in cui il meme ha guadagnato popolarità a gennaio 2019, il videogioco Mortal Kombat 11, allora in uscita, è stato commercializzato, e quindi è stata presentata una petizione su Change.org da Woken News Network per includere il personaggio come DLC. La petizione ha ricevuto centinaia di migliaia di firme, ottenendo anche l'attenzione del co-creatore di Mortal Kombat Ed Boon e del doppiatore di Shaggy Matthew Lillard. Lillard aveva precedentemente twittato post e ritwittato fan art a sostegno dell'idea, mentre Boon faceva una petizione scherzosa per portare Scooby Doo in un altro gioco di NetherRealm Studios, Injustice 2. La petizione, tuttavia, si è risolta solo con un buco nell'acqua.
Il personaggio compare anche in Mortal Kombat Legends: Battle of the Realms, più precisamente ad inizio film quando appare il logo della Warner Bros. Animation. Lì Shaggy esce fuori dal logo e afferra Scorpion.
Nel 2022 Shaggy Ultra Istinto è comparso come personaggio giocabile nel picchiaduro chiamato MultiVersus, insieme ad altri personaggi di proprietà della Warner Bros.

## Accoglienza
Common Sense Media gli ha dato 3 stelle su 5, ma ha detto che era "troppo inquietante per i bambini piccoli" consigliandolo per età pari o superiore a 7 anni.